# 斯拉沃尼亞博物館
斯拉沃尼亞博物館是一座位於克羅埃西亞城市奧西耶克的博物館，也是克羅埃西亞規模最大的綜合博物館。博物館創建於1877年。

## 外部連結
- Official website （页面存档备份，存于） （克羅埃西亞文）

45°33′36.5″N 18°41′48″E / 45.560139°N 18.69667°E